# Granja de Torrehermosa
Granja de Torrehermosa é um município da Espanha na comarca de Campiña Sur, província de Badajoz, comunidade autónoma da Estremadura, de área 152 km². Em 2021 tinha 1 965 habitantes (densidade: 12,9 hab./km²).

## Demografia
| Variação demográfica do município entre 1991 e 2004 [carece de fontes?] | Variação demográfica do município entre 1991 e 2004 [carece de fontes?] | Variação demográfica do município entre 1991 e 2004 [carece de fontes?] | Variação demográfica do município entre 1991 e 2004 [carece de fontes?] |
| ----------------------------------------------------------------------- | ----------------------------------------------------------------------- | ----------------------------------------------------------------------- | ----------------------------------------------------------------------- |
| 1991                                                                    | 1996                                                                    | 2001                                                                    | 2004                                                                    |
| 2788                                                                    | 2688                                                                    | 2492                                                                    | 2478                                                                    |